# 布里斯鎮區 (伊利諾伊州克林頓縣)
布里斯鎮區（英語：Breese Township）是位於美國伊利諾伊州克林頓縣的一個行政鎮區。

## 地方資料
根據2010年美國人口普查的數據，布里斯鎮區的面積為96.90平方千米，當中陸地面積為96.90平方千米，而水域面積為0.00平方千米。當地共有人口5417人，而人口密度為每平方千米55.9人。